# Elaphoglossum guatemalense
Elaphoglossum guatemalense là một loài thực vật có mạch trong họ Lomariopsidaceae. Loài này được (Klotzsch) T. Moore mô tả khoa học đầu tiên năm 1858.